# 石橋葵
石橋 葵（いしばし あおい、女性、1993年8月10日 - ）は、日本のプロレスラー。福岡県福岡市出身。

## 所属
- NEO女子プロレス（2009年 - 2010年）
- フリーランス（2010年 - 2011年）
- REINA女子プロレス（2011年 - 2012年）
- フリーランス（2012年 - 2013年）
- 世界プロレス協会（2013年 - ）

## 経歴・戦歴
2009年
- 9月20日、NEO女子プロレス・後楽園ホールにおけるタニー・マウス戦でデビュー。

2010年
- 5月5日、NEO女子プロレス退団。
- 12月12日、フリーランスとしてKAIENTAI DOJO博多スターレーン大会（天下三分の計）で山縣優&バンビ組相手に再デビュー戦を行った（パートナーは大石真翔）。
- 12月31日、NEO最終興行終了後、これを最後に引退する田村欣子、タニー・マウス、宮崎有妃へ復帰を報告[1]。

2011年
- 2月11日、K-DOJO・アイスリボン合同興行「K-RIBBON」参戦。バンビと組み、志田光&藤本つかさ組（マッスルビーナス）と対戦。志田のブレーンバスターで敗戦後、アイスリボン参戦を希望。
- 3月6日、ユニオンプロレス初参戦。チェリーに片エビ固めで敗れる。
- 3月9日、アイスリボン単独興行初参戦。
- 3月19日、アイスリボン道場マッチで飯田美花と「NEOゲノム」タッグを組む。
- 4月2日、REINA女子プロレス団体旗揚げに参加。
- 6月12日、REINA入団後初の他団体となるスーパーFMWに参戦。雫あき（現：雫有希）から首固めでピンフォールを奪う。

2012年
- REINA退団。上林愛貴、ミア・イム、K-DOJOの梶トマト、ヒロ・トウナイと「世界プロレス協会」を結成。REINAからプロモーション化されたREINA×WORLDを主戦場として国内外を転戦する。
- 6月2日、退団後初の試合としてアイスリボン道場マッチ参戦。
- 6月9日、REINA×WORLD新宿大会で左鎖骨を骨折。長期欠場に入る。
- 10月19日、団体化されたREINA×WORLD所属となる。

2013年
- REINA×WORLDのプロモーション化により、再びフリーランスに。世界プロレス協会の一員としてK-DOJOを主戦場とする。
- 12月31日、団体化された世界プロレス協会の旗上げ戦に出場。旧姓・広田さくらとインディアン・ムッド・デスマッチ（泥レス）で対戦する。

2014年
- 2月16日、世界プロレス協会旗上げ第2戦に出場。神田愛実と対戦し、フィッシャーマンズ･スープレックスで勝利。
- 4月20日、世界プロレス協会旗上げ第3戦に出場。初日の出仮面と対戦し、シャニングハイキックで勝利。
- 6月15日、世界プロレス協会旗上げ第4戦に出場。AKUBIと対戦し、フットSTAMP細胞で敗れる。
- 9月27日、K-DOJO「CLUB-K TOURE in KITAKAMI～復興支援チャリティー大会北上プロレス祭り～」に参戦。「北上女子選手権王座決定戦」でバンビと対戦し、チョークスラムからの体固めで敗れ、初代王座戴冠ならず。
- 12月27日、世界プロレス協会旗上げ1周年記念～FMW25th anthology～に出場。上林愛貴と「Mr.デンジャープロデュース　バラ･イバラデスマッチ」で対戦し逆片エビ固めオン･ザ･バラ、イバラで敗れる。

2015年
- 1月25日、ユニオンプロレス「雪ニモマケズユニオン2015」に参戦。紫雷美央の持つユニオン認定Fly to Everywhereワールドチャンピオンシップに挑戦し、エグ蹴りからの片エビ固めで敗れ、タイトル奪取ならず。
- 1月28日、アイスリボン道場マッチに参戦。藤田あかねと対戦し、ビスケットスターで勝利。

## 人物
- NEO時代は三田英津子から特に可愛がられていた[2]。
- TAKAみちのくも認めるほどのモノノフである。推しメンは百田夏菜子。

## 得意技
- ビスケットスター
- フィッシャーマンズスープレックス
- 延髄蹴り

## テレビ出演
- まほろ駅前番外地 第1話（2013年、テレビ東京）